# Fuerzas Armadas de Liberación Zarate Willka
Fuerzas Armadas de Liberación Zarate Willka fue un  guerrilla considerada terrorista por el Gobierno boliviano la cual estuvo activa desde 1985 siendo responsable de ataques armados, ataque con explosivos, sabotajes y el asesinato de dos misioneros mormones en La Paz, Bolivia, en 1989. Reclamaron responsabilidad para un intento de asesinato intento al Secretario de Estado de los Estados Unidos George Shultz. En agosto de 1988, perpetraron un atentado contra el Parlamento boliviano en diciembre de 1988, otro ataque con explosivos cuál causó un apagón local, y el ataque contra unas propiedades pertenecientes a La Iglesia de Jesucristo de los Santos de los Últimos Días.

## Historia e influencias
El nombre del grupo surgió en honor a Pablo Zárate, conocido por la población como Willka, quien murió en 1905 después de liderar una rebelión indígena, siendo la proclama de Caracollo un punto de partida para el grupo. Durante 1991, varios miembros del grupo habían sido aprehendidos, investigados, condenados y encarcelados, y la organización era oficialmente disuelta. El grupo surgió como una respuesta contra el capitalismo neoliberal y el imperialismo, tomando el ejemplo de Pablo Zárate durante la guerra civil boliviana, conflicto que uno comunidades campesinas e indígenas del occidente andino, en contra del gobierno conservador de ese entonces.

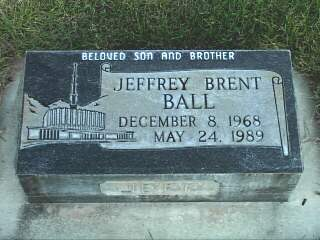
Lápida de Jeffrey Brent Ball en Coalville, Utah.

El grupo en un comunicado mencionaba que la figura de Willka «representa la fuerza del sol para Bolivia, viene a forjar con el pueblo un nuevo tiempo, donde los insurrectos actúan de forma implacable con los terratenientes, los hacendados y los ricos; sean estos oligarcas, mestizos, criollos o indígenas adinerados y usurpadores de las tierras comunitarias, porque no solo hay un enemigo externo o blancoide, sino también enemigos que por su posición en la administración de la tierra y en la producción buscan explotar a sus propios hermanos y hermanas». En resumen la lucha de la FAL-ZW representa toda una carga histórica representativa de la lucha política, económica de dignificación de los indígenas y campesinos pobres, pero sobre todo plantea la trasformación de Bolivia con base en la alianza popular; propone combatir a una casta–clase dominantes, llamados agentes del mercantilismo capitalista.

### Actividad armada
A pesar de haber sido creado alrededor de 1985, el primer atentado del grupo fue el 9 de agosto de 1989, siendo un ataque explosivo contra el entonces Secretario de Estado de los Estados Unidos, George Shultz, quien estaba en La Paz para conversar con funcionarios del gobierno. Una bomba explotó cerca de su caravana, pero nadie resultó herido. El mismo grupo se atribuyó la responsabilidad de un ataque al Parlamento boliviano y causó un apagón en La Paz con otro atentado.
El 23 de marzo de 1989 una iglesia mormona fue atacada con explosivos en la ciudad de Tarija, sin ocasionar daños. Además de estos ataques se registraron una seguidilla de ataques contra iglesias mormonas, pero estos no son clamados. El 24 de mayo de 1989, miembros del FAL-ZW atacaron a balazos a dos misioneros (Jeffrey Brent Ball y Todd Ray Wilson) pertenecientes a La Iglesia de Jesucristo de los Santos de los Últimos Días, atribuyéndose el asesinato, ya que el grupo consideraba a la iglesia mormona como un agente de adoctrinamiento del imperialismo estadounidense, conmocionando a las comunidades mormonas de Coalville y Wellington. El 24 de junio de 1989 es arrestado Constantino Yuira Loza y al día siguiente también los hermanos Nelson y Félix Encinas Laguna, quienes fueron acusados inicialmente de pertenecer a las FAL-ZW (estos últimos juzgados «en rebeldía», con sentencia condenatoria en recurso de casación), y que su arresto fue totalmente arbitrario y además, sin una orden previa. También fueron arrestados en días y meses posteriores Gabriel Rojas Bilbao, Simón Mamani Callizaya, Víctor Eduardo Prieto Encinas y  . Los familiares de los arrestados han denunciado públicamente que, durante el periodo que permanecieron en régimen de incomunicación, durante diez días, los arrestados fueron sometidos a violencia física y psicológica. En agosto de 1989, uno de los arrestados, Constantino Yujra, declaró ante las autoridades y la prensa que, mientras permaneció recluido en el edificio del Ministerio de Interior, unos agentes de los servicio de inteligencia le habían golpeado y le habían estrujado los testículos para obligarlo a confesar su participación en el homicidio de los mormones. Su caso se convirtió en el más polémico relación al trato que recibían los detenidos pertenecientes a guerrillas, llevando a Amnistía Internacional a exigir investigación sobre los arrestos en el documento «Bolivia: Denuncias de violaciones de derechos humanos cometidas por las fuerzas de seguridad, Índice AI: AMR 18/04/90)». Hasta el momento Amnistía Internacional no tiene conocimiento de que se haya llevado a cabo ninguna investigación sobre estas denuncias.
Funcionarios del gobierno de los Estados Unidos y Bolivia emplearon sus recursos para llevar a los responsables ante la justicia, y los asesinos acusados sufrieron privaciones para sus personas y familias, incluido el asesinato de un hermano de un guerrillero. En semanas posteriores tras capillas fueron robadas, y otra capilla cercana fue casi bombardeada. Esta capilla también fue destrozada, con grafitis que decían «los estadounidenses se van a casa». Un joven que asistía a una actividad juvenil vio una caja de cartón en la capilla y se la llevó a casa a su familia, que vivía al otro lado de la calle. Cuando se lo mostró a su madre a la mañana siguiente, ella descubrió una bomba dentro de la caja. La familia salió de su casa y llamó a la policía, que vino a investigar. La policía informó que la bomba tenía un cable principal y un cable de respaldo y que, aunque el primer cable estaba desconectado, el segundo todavía estaba intacto. No tenían explicación de por qué la bomba no había explotado. La madre estaba convencida de que era un milagro. A pesar de esto algunos misioneros regresaron a Estados Unidos por miedo a futuros ataques y amenazas.
El 20 de diciembre de 1989, en protesta por la Invasión estadounidense de Panamá, atacaron la embajada de los Estados Unidos en un intento fallido de asesinar al embajador de los Estados Unidos Robert S. Gelbard. Su último ataque fue reportado el 11 de enero de 1990 en contra de las instalaciones pertenecientes al Ministerio de Economía y Finanzas Públicas, sin causar heridos.

### Arresto de Johnny Justino Peralta Espinoza
Durante el tiempo en activo del guerrillero Johnny Justino Peralta Espinoza, es decir entre junio de 1989 y julio de 1993, se denuncia que la familia del procesado fue hostilizada, perseguida y vigilada. Como lo destacan la madre y la hermana, en distintos operativos en la casa (hubo por lo menos cuatro alunamientos), los agentes intimidaban a familiares y a vecinos manifestando que había que «acabar con toda la familia» de «estos terroristas». El hermano del procesado, Juan Domingo Peralta, fue muerto por agentes del CEIP en un confuso operativo realizado el 20 de julio de 1990. El 16 de julio de 1993 fue arrestado Johnny Justino Peralta Espinoza, acusando a Carlos Vizcarra, Comandante de Criminalística, de ordenar las torturas psicológicas y físicas sufridas durante su arresto. Con sentencia condenatoria en recurso de casación fue condenado a quince años en el Penal de Chonchocoro.
Después de su salida de prisión, se dedicó a apoyar la carrera política de Evo Morales, durante las elecciones de 2005. En la actualidad es columnista en algunos periódicos y blogs.